# Аглютинація (біологія)
Аглютина́ція (лат. agglutinatio — склеювання) — у біології склеювання (інколи злипання) в грудочки і осідання завислих у рідині мікроорганізмів або окремих клітин — еритроцитів чи лейкоцитів. Аглютинацію спричинюють особливі речовини, що утворюються в організмі при різних захворюваннях, при імунізації. Явище аглютинації використовують для лабораторної діагностики: групи крові людини, деяких інфекційних хвороб, визначення виду мікроорганізмів тощо.
Імунохімічна реакція, що веде до агрегації бактерій, еритроцитів чи інших клітин, або синтетичних частинок, таких як полімерні гранули, покриті антигенами чи антитілами.